# 法蔵寺 (安曇野市)
法蔵寺（ほうぞうじ）は長野県安曇野市豊科にある浄土宗の寺院。山号は周岳山。

## 歴史
永正3年（1506年）に領主の丸山丹後守（仁科氏庶流）が開基し、知恩院出身の承蓮社傅誉の開山によって創建された。境内一帯は戦国時代に武田信玄が築いた城館の跡地にあたるが、慶長16年（1611年）の成相新田宿開設に伴って吉野村から移設され、宿場の旦那寺となった。
江戸時代には幕府から朱印10石を安堵され、寮舎が6坊、周辺の村に支配庵が10棟存在した。明治維新後は境内に藤森桂谷が武居用拙を招いて私塾猶興義塾を開き、安曇野における自由民権運動の原点となった。また藤森が設立した「成新学校跡」の碑がある。
山門は寛政元年（1789年）、鐘楼門は寛政5年（1793年）に、大隅流の宮大工により建築された。昭和31年（1956年）に本堂が再建された。山門は長野県宝（長野県指定有形文化財）に指定されている。